# Hábito religioso

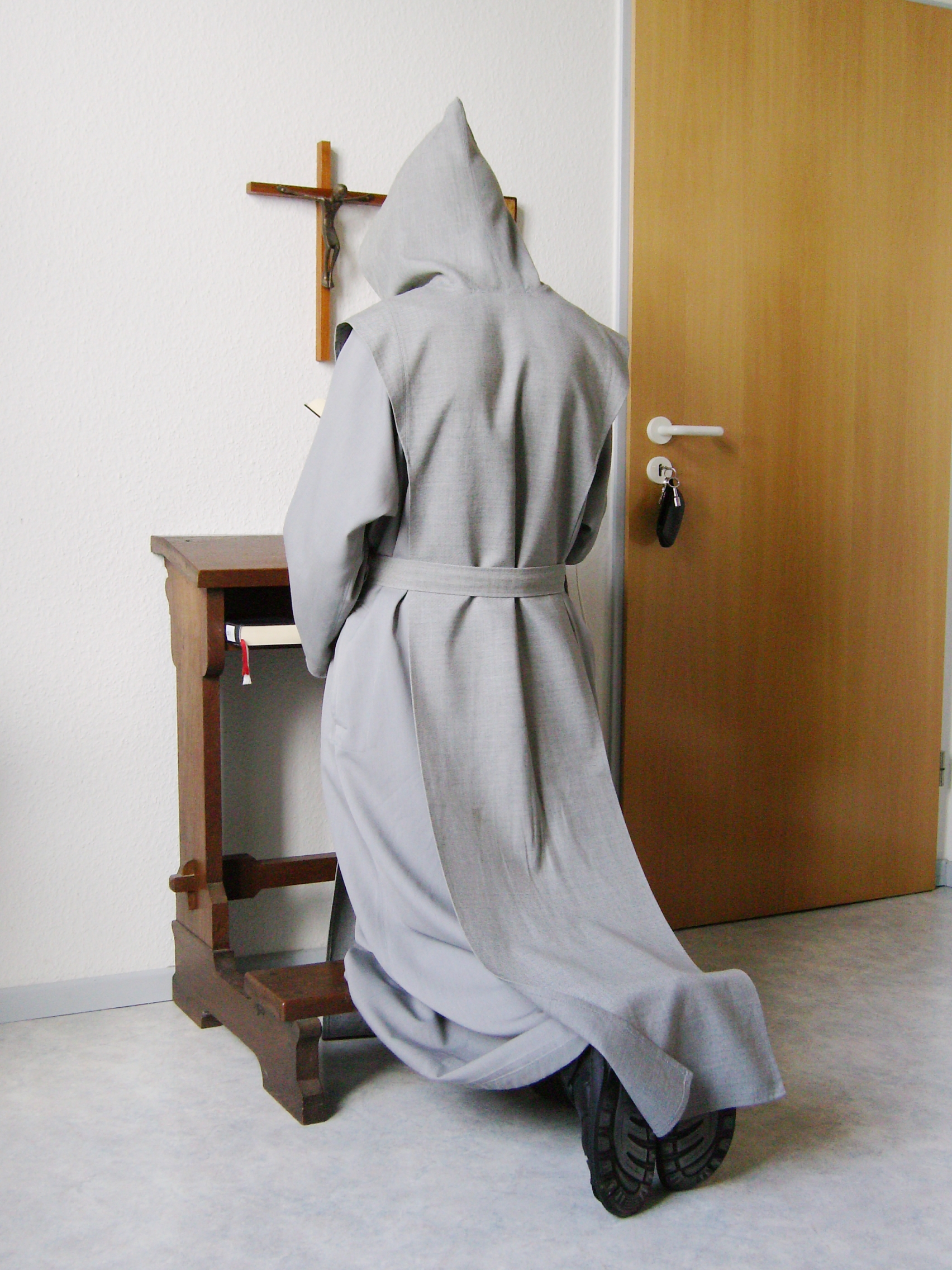
Um frade com o seu hábito religioso.

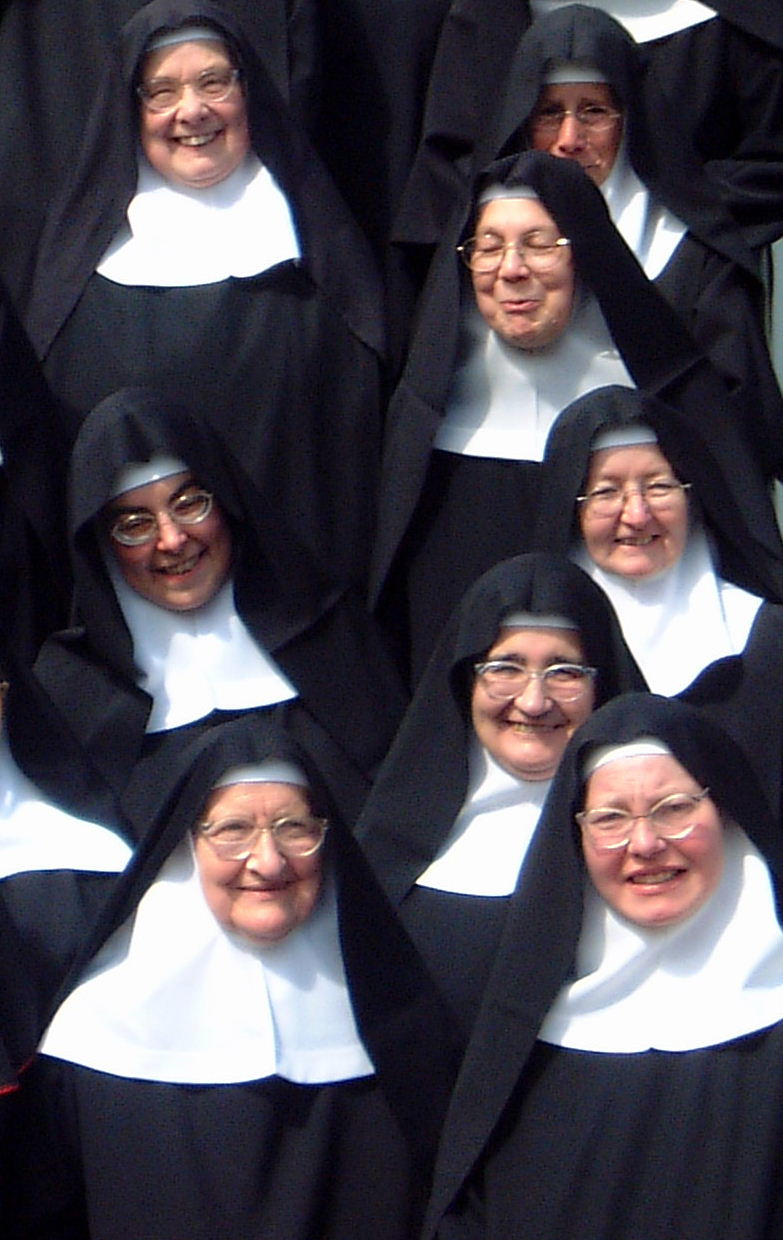
Freiras com o seu hábito religioso.

Em religião, o hábito religioso é a veste religiosa usada por pessoas das comunidades monásticas ou conventual ou ordem religiosa ou congregação, nomeadamente os monges/monjas, os frades, as freiras e ainda alguns leigos consagrados que professaram votos religiosos ou vivem na comunidade monástica. É, por vezes, erradamente confundido com a batina (veste eclesiástica utilizada pelos sacerdotes).
O uso do hábito religioso costuma estar associado aos religiosos e religiosas que vivem em regime de clausura monástica ou conventual, embora também seja frequentemente usado por muitos religiosos/religiosas de vida apostólica.